# Pandiaka elegantissima
Pandiaka elegantissima är en amarantväxtart som först beskrevs av Schinz, och fick sitt nu gällande namn av James Edgar Dandy. Pandiaka elegantissima ingår i släktet Pandiaka och familjen amarantväxter. Inga underarter finns listade i Catalogue of Life.